# Ted Mosby
Ted Mosby – postać fikcyjna, główny bohater i narrator serialu Jak poznałem waszą matkę. W rolę wcielał się Josh Radnor, zaś głosu „Tedowi z przyszłości” (narratorowi) użyczał Bob Saget.
Twórcami postaci są twórcy serialu Carter Bays i Craig Thomas. Wystąpił we wszystkich 208 odcinkach serialu.
Ted Mosby urodził się 25 kwietnia 1978 w Shaker Heights w stanie Ohio. Jest architektem i wykładowcą.

## Linki zewnętrzne

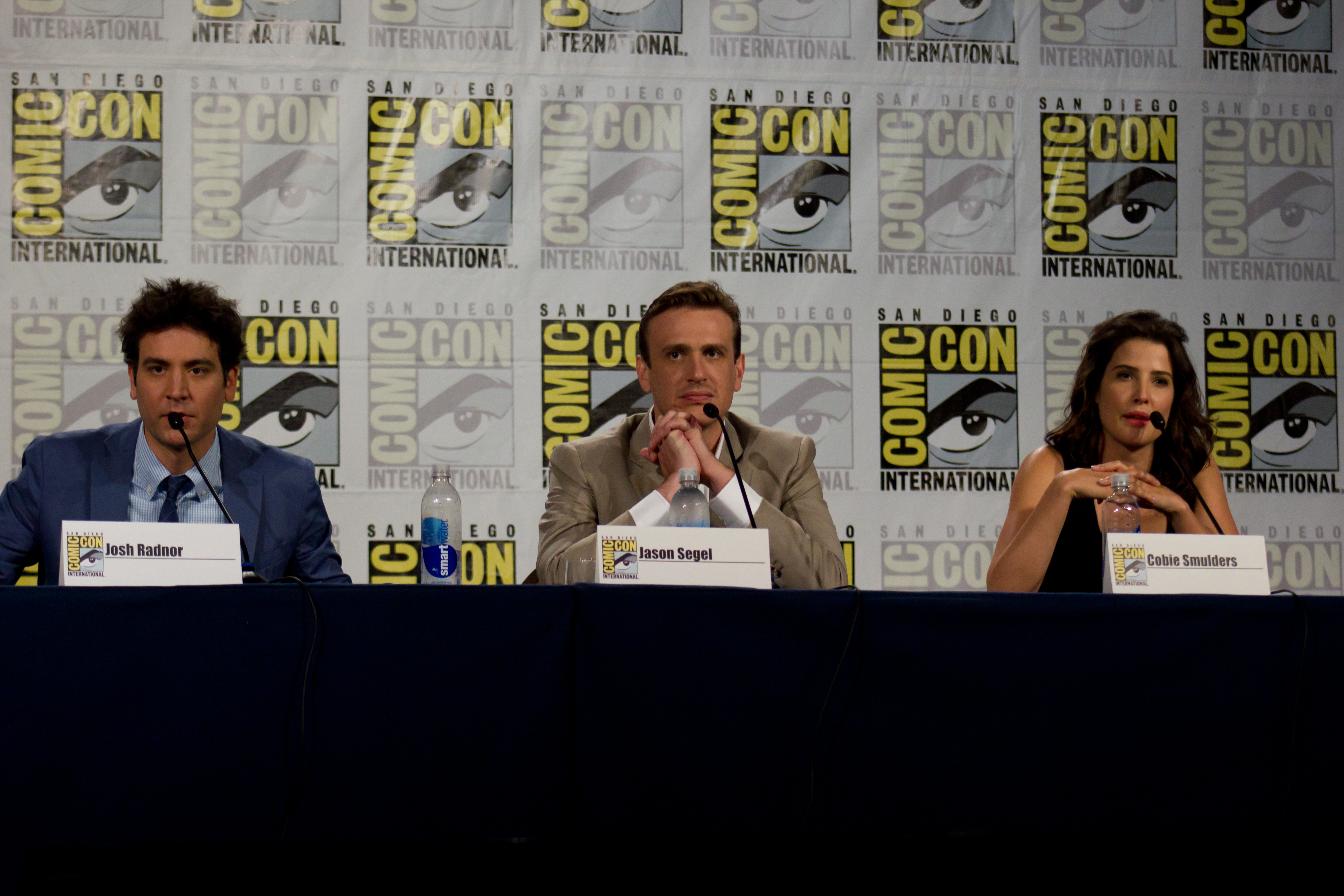
Obsada serialu: Josh Radnor (Ted), Jason Segel (Marshall) i Cobie Smulders (Robin)